# (487064) 2014 OG92
(487064) 2014 OG92 es un asteroide perteneciente al cinturón de asteroides, región del sistema solar que se encuentra entre las órbitas de Marte y Júpiter.
Fue descubierto el 31 de mayo de 2014 por el equipo del telescopio Pan-STARRS desde el observatorio de Haleakala.

## Designación y nombre
Designado provisionalmente como 2014 OG92.

## Características orbitales
2014 OG92 está situado a una distancia media del Sol de 2,612 ua, pudiendo alejarse hasta 2,796 ua y acercarse hasta 2,427 ua. Su excentricidad es 0,071 y la inclinación orbital 15,624 grados. Emplea 1541,63 días en completar una órbita alrededor del Sol.
Pertenece a la familia de asteroides de (170) María.

## Características físicas
La magnitud absoluta de 2014 OG92 es 17,52.